# Notophyson buckleyi
Notophyson buckleyi är en fjärilsart som beskrevs av Druce 1895. Notophyson buckleyi ingår i släktet Notophyson och familjen björnspinnare. Inga underarter finns listade i Catalogue of Life.